# Kettenriss (Bergbau)
Als Kettenriss oder Kettenbruch bezeichnet man das Zerreißen einer Kette oder eines Kettenschlosses. Im Bergbau führt der Kettenriss bei einem Kohlenhobel oder einem Panzerförderer zu Laufzeitunterbrechungen.

## Ursachen und Auswirkungen
Ketten unterliegen oftmals großen Belastungen. Bedingt durch den Betrieb kommt es zu Verschleißerscheinungen oder zum sogenannten Aufzehren der Kette. Insbesondere bei Ketten, die großen Zugbelastungen ausgesetzt sind, wie zum Beispiel die Panzerketten oder Hobelketten, machen sich selbst kleine Fehlbehandlungen der Kette bemerkbar. Durch Feuchtigkeit kommt es an den Kettengliedern zu Korrosionserscheinungen, was wiederum dazu führt, dass die Materialstärke verringert wird und somit die Belastbarkeit der Kette sinkt. Zerquetschte oder verdrehte Kettenglieder schwächen ebenfalls die Belastbarkeit der Kette. Wird die Kette nun belastet, reißen solche Kettenglieder durch. Bei Zugketten mit Hin- und Rückführkette kann es vorkommen, dass die unbelastete Kettenseite zu lose wird und sich dadurch eine sogenannte Hängkette bildet. Diese Hängkette kann an Konstruktionselemente hängenbleiben, blockieren und anschließend reißen. Es können sich Verklankungen bilden oder Quetschungen durch den Kettenstern oder den Abweiser entstehen. Aber auch ruckartiges Belasten der Kette kann zum Kettenriss führen. Eine zu hohe Kettenvorspannung führt aufgrund von Schwingungen der Kette zur vorzeitigen Zerstörung der Kette. Diese Schwingungen der Kette entstehen bei zu stark vorgespannter Kette durch die hohen Zug- und dynamischen Belastungen. Werden mehrere Ketten parallel für eine Last verwendet, kann eine ungleichmäßige Lastverteilung dazu führen, dass eine der Ketten reißt. Infolge des Kettenbruchs werden die restlichen Ketten über Gebühr belastet und reißen ebenfalls. Durch den Kettenbruch kommt es je nach Lage der Bruchstelle zu Produktionsunterbrechungen von bis zu acht Stunden.

## Vorbeugung und Abhilfen
Der beste Schutz vor einem Kettenriss ist die regelmäßige Überwachung und Wartung. Damit man die Laufzeit einer Panzer- oder Hobelkette nachhalten kann, ist eine Kettenkartei in der alle Ketten eingetragen werden eine gute Hilfe. Je nach Zustand und Laufzeit werden die Ketten auf Längung überprüft. Diese Messung erfolgt an einzelnen Kettenstücken. In regelmäßigen Abständen werden Prüfstücke entnommen und auf dem Prüfstand hinsichtlich Bruchdehnung und Bruchkraft überprüft. Die ermittelten Messergebnisse werden in die Kettenkartei eingetragen. Dadurch hat das Fachpersonal einen guten Überblick über den Abnutzungszustand der Kette und kann diese rechtzeitig auswechseln, wenn das Arbeitsvermögen der Kette aufgezehrt ist. Damit die Ketten nicht zu stark vorgespannt werden oder zu locker sind, müssen die Ketten mit entsprechenden Vorspanngeräten vorgespannt werden, die für den jeweiligen Kettentyp geeignet sind. Um erhöhten Abnutzungen oder Korrosion vorzubeugen, müssen Ketten zumindest vor der ersten Inbetriebnahme gut geschmiert werden. Durch eine geeignete Kettenführung werden übermäßige Abnutzungen und Beschädigungen vermieden. Um weitere Schäden zu vermeiden, müssen beschädigte Kettenglieder oder Kettenschlösser unverzüglich ausgetauscht werden. Um einem Kettenbruch zu reparieren, werden die beiden Kettenenden zusammengezogen und mit einem Passstück und Kettenschlössern wieder verbunden. Anschließend wird die richtige Vorspannung auf die Kette gegeben.